# 南北醉拳
《南北醉拳》（英語：Dance of the Drunk Mantis），1979年6月27日在英属香港上映的功夫动作片。

## 剧情
醉拳，原本不分南北，后来逐步演变，分为南北醉拳，南醉拳的首领是苏花子，讲究一套炉火纯青的醉八仙，纵横湖广一带，从未遇到敌手；北醉拳的佼佼者是沧州千醉翁，他有一套醉螳螂，凌厉狠毒，而为人心高气傲，不服苏花子，于是决计带着徒弟专程南下寻找苏花子决一死战。
苏蒙是苏花子的义子，为人忠厚老实，但是笨头笨脑，没有灵性，苏花子认为他不是学武术的料，于是不愿意教授他武功。苏蒙只得外出，在一家酒店打工当服务员，一日，千醉翁带着徒弟来住店，顺便打听苏花子的下落，第二日早晨，千醉翁的徒弟叫苏蒙打水给他洗脸，苏蒙不愿意去，两人动手打斗起来，结果三脚猫功夫的苏蒙被打得半死，千醉翁为了引出苏花子，故意放走苏蒙，苏蒙回到家中，千醉翁也跟踪了去。千醉翁于是邀请苏花子赴会，两人在餐桌上打斗了一番，千醉翁越战越勇，眼见苏花子就要被击毙，苏蒙推开门，丢了一把凳子过去，千醉翁才退避一下，苏花子急忙拉着苏蒙逃走了。
负伤的苏花子躺在家中养伤，苏蒙去给他抓药，归途中遇到了一个睡在棺材中的人，那人叫“病君”，他把苏蒙抓的药掉了包，苏蒙拿着药回去煮给父亲喝，谁知苏花子喝了之后，上吐下泻，苏蒙得知可能是被掉包了，于是跑回去找病君算账，两人打斗一番，苏蒙才知道原来病君是“书、卜、病、酒”四大高手之一，是苏蒙的师叔，苏蒙请求病君教授他武功，病君于是开始把克制醉螳螂的功夫“病拳”教授给他，苏蒙练成之后，杀掉了千醉翁和他的徒弟。

## 演员
- 袁信义 出演 苏蒙。苏花子的干儿子，病君的弟子，击杀千醉翁和他的徒弟。
- 袁小田 出演 苏花子。南醉拳高手，精通一套醉八仙，败给千醉翁。
- 黄正利 出演 千醉翁。北醉拳高手，精通醉螳螂，苏花子的敌手，被苏蒙击杀。
- 元奎 出演 北醉翁徒弟
- 任世官 出演 病君。苏蒙的师傅，有一套“病拳”。
- 林瑛 出演 苏母。苏蒙的干娘，苏花子的老婆。
- 石天 出演 钱掌柜。钱庄的老板，吝啬抠门，侵吞私人财产。

## 制作
电影拍摄于1978年时候，由于条件限制，电影纯粹为功夫片，没有特技。
因为《南北醉拳》的票房成功，袁氏家族陆续拍摄了《酒仙十八跌》、《醉侠苏乞儿》、《鬼马天师》、《天师撞邪》、《佛掌罗汉拳》等一系列的醉拳功夫片。